# Nyctibora acaciana
Nyctibora acaciana är en kackerlacksart som beskrevs av Roth, L. M. 2003. Nyctibora acaciana ingår i släktet Nyctibora och familjen småkackerlackor.
Artens utbredningsområde är Costa Rica. Inga underarter finns listade i Catalogue of Life.